# Gabriella Paruzzi
Gabriella Paruzzi (Udine, 21 juni 1969) is een Italiaans langlaufer. 

## Carrière
Paruzzi nam deel aan vijf Olympische Winterspelen en behaalde daarbij in 2002 de gouden medaille op de 30 kilometer. Zij won de titel na een positieve dopingtest van de Russische Larisa Lazoetina en werd in december 2003 als olympisch kampioen erkend. Paruzzi won tijdens haar vijf spelen vier bronzen medailles op de estafette.

## Belangrijkste resultaten

### Olympische Winterspelen
| Editie | Plaats         | Resultaten                                                       |
| ------ | -------------- | ---------------------------------------------------------------- |
| 1992   | Albertville    | 23e 5 km · 9e 15 km · 12e 30 km · 9e achtervolging · estafette   |
| 1994   | Lillehammer    | 24e 5 km · 12e 15 km · 30e 30 km · 12e achtervolging · estafette |
| 1998   | Nagano         | 9e 5 km · 14e15 km · 10e 30 km · 18e achtervolging · estafette   |
| 2002   | Salt Lake City | 8e sprint · 6e 15 km · 30 km · 8e achtervolging · 6e estafette   |
| 2006   | Turijn         | 13e 10 km · 5e 30 km · 5e skiatlon · estafette · 7e teamsprint   |

### Wereldkampioenschappen langlaufen
| Jaar | Plaats              | Resultaten                                                                              |
| ---- | ------------------- | --------------------------------------------------------------------------------------- |
| 1991 | Val di Fiemme       | 8e 30 km vrij · estafette                                                               |
| 1993 | Falun               | 26e 5 km klassiek · 18e 15 km klassiek · 6e 30 km vrij · 4e achtervolging · estafette   |
| 1995 | Thunder Bay         | 20e 5 km klassiek 12e 30 km vrij 8e achtervolging                                       |
| 1997 | Trondheim           | 20e 5 km klassiek 9e 30 km klassiek 15e achtervolging                                   |
| 1999 | Ramsau am Dachstein | 19e 5 km klassiek · 17e 15 km vrij · 10e 30 km klassiek · 12e achtervolging · estafette |
| 2001 | Lahti               | 17e sprint vrij · 16e 10 km klassiek · 13e 30 achtervolging · estafette                 |
| 2003 | Val di Fiemme       | 4e 10 km klassiek 4e 30 km vrij 5e achtervolging                                        |
| 2005 | Oberstdorf          | 11e 10 km vrij · 16e 30 km klassiek · 5e achtervolging · estafette                      |